# Лукреция Донати
Лукрèция Донàти, по мъж Ардингèли (на италиански: Lucrezia Donati / Ardinghelli; * пр. 1447 Флоренция, Флорентинска република; † 1501, пак там), е флорентинска аристократка от фамилията Донати, любима (вероятно платоническа) на флорентинския владетел Лоренцо Великолепни, вдъхновение за неговите стихове от първия му творчески период.

## Произход
Произлиза от патрицианското семейство Донати, живяло предимно през XIII век, което има голямо политическо значение за Флоренция. Тя е най-малката дъщеря на Мано Донати и на втората му съпруга Катерина де Барди.

## Брак с Николо Ардингели
Тъй като бащата на Лукреция не може да ѝ предложи зестра, докато не навърши 11 години поради икономическото си положение, шансовете ѝ за брак са намалени. Въпреки това през 1462 г. е подписан брачен договор между него и търговеца Николо Ардингели. За Ардингели е трудно да си намери съпруга в родния си град Флоренция, защото живее в изгнание.
След сключването на договора Ардингели напуска Италия и се завръща едва през 1465 г., за да се ожени за Лукреция. Забраната му е вдигната през 1466 г., така че след това той остава по-често във Флоренция, но продължава да пътува често до Ориента по работа. Двойката има син, Пиеро.
Съпругът на Лукреция умира в изгнание през 1496 г. Лукреция Донати умира пет години по-късно и е погребана в параклиса на семейство Ардингели в енорийската църква „Санта Тринита“ във Флоренция.

## Връзка с Лоренцо Великолепни
Лукреция Донати е дамата, която според правилата на куртоазната любов Лоренцо де Медичи Великолепни (1449 – 1492), владетел на Флоренция, възпява в стиховете си под името „Диана“. Той я възхвалява като ярка звезда, като блестящо слънце, като богиня, която разкрива небесното съвършенство на земята. Той я избира за своя муза през 1465 г., когато тя е на 18, а той на 16 г., и тя току-що се е омъжила за Николо Ардингели, за когото е е била сгодена от две години. Всъщност Лоренцо не може да се ожени за нея, тъй като има споразумения за неговия династичен брак с римска благородничка. През 1469 г. той се жени за Клариса Орсини, от която впоследствие има десет деца.
Тази поетична връзка е обявена публично: на големия турнир през 1469 г. името на Лукреция се изписва до това на Клариса Орсини. Клариса обаче не ревнува: през 1471 г. тя се съгласява Лукреция да бъде кръстница на новородения Пиеро Ардингели, син на Лукреция и Николо. Освен това не възразява тя да бъде кралицата на флорентинските празници.
Твърди се, че турнирът от 7 февруари 1469 г. е свързан с образа на Лукреция: Лоренцо участва под щандарта – дело на Андреа дел Верокио, изобразяващ млада жена, плетяща венец от зелени и кафяви лаврови листа. Над женската фигура им дъга на слънчево небе с мотото Епохата се завръща. В женската фигура се забелязва намек за Лукреция. Лоренцо е обявен за победител, а Лукреция за кралица на красотата на турнира.
И преди турнира, който Брачо Мартели организира, за да отпразнува сватбата си, Лукреция плете венец от теменуга за Лоренцо де Медичи и го моли да го носи в знак на любов към нея.
Фактът, че страстта на Лоренцо към Лукреция остава платонично преклонение, е известен от писмата на приятелите му. Те се оплакват от това в кореспонденцията си и дори докладват на Лоренцо за това, което са видели, докато са шпионирали брачната нощ на Лукреция, и за размера на мъжествеността на съпруга ѝ. Алесандра Строци, роднина на съпруга ѝ, пуска язвителна забележка в писмо до сина си, че Лукреция почти не вижда съпруга си, посвещавайки цялото си време на балове и празници в негово отсъствие по бизнес дела. Тя пише например, че на луксозното тържество, което Лоренцо дава в чест на Лукреция на 3 февруари 1466 г. в Папската зала на Санта Мария Новела, тази млада дама е в разкошни дрехи, с огърлица от големи перли. Тя не вижда заплаха в увреждане на репутацията, а осъжда само безделието и прекомерния лукс.

## Лукреция Донати в изкуството и литературата
- Поемата Innamoramento di Lorenzo de'Medici („Влюбване на Лоренцо де Медичи“), написана от Лоренцо, където под името Галатеа се предполага, че е Лукреция.

- Турнирът, организиран от Лоренцо в чест на Лукреция, е възпят от Луиджи Пулчи в неговите Станци за турнир. Лукреция има сестра, Констанца, която също се споменава в тези стихове.
- Луиджи Пулчи и Бернардо Ручелай пишат редове за това колко бледа е станала Лукреция, приписвайки тази промяна на нейните угризения и съжаления[10] – вероятно това е свързано с нейното отхвърляне от страна на Лоренцо.
- Поемата на Луиджи Пулчи Da poi che 'l Lauro показва, че Лукреция е от същото семейство като Пикарда, вероятно Пикарда Донати, която Данте среща в Рая – жена, която е взета от манастир и принудена да се омъжи. Предполага се, че това изобразяване намеква за нежелателността на брака ѝ с Ардингели.
- Испанският литературоведка и художничка Емануела Крецулеско-Куаранта смята, че съдържанието на анонимния роман Хипнеротомахия Полифили от 1467 г. е вдъхновено от нещастната любов на Лоренцо към Лукреция Донати.[11]
- „Пролет“ (картина на Ботичели): предполага се, че Лукреция и Симонета Веспучи (обект на поклонение на брата на Лоренцо, Джулиано, за природата на чиято страст (плътска или платонична) продължава да има спорове) са изобразени на картината на Ботичели заедно като Венера и Флора.[12]
- Смята се, че картината Fortezza от Ботичели от 1470 г. е вдъхновена от нея.[13]
- Предполага се, че мраморният бюст Dama col mazzolino на Андреа дел Верокио изобразява Лукреция (според други предположения – Джиневра Бенчи). Предполага се също, че тогавашният ученик на Верокио, Леонардо да Винчи, вероятно е дал принос към произведението, което е издълбал ръцете ѝ, благодарение на което творбата се нарича още „Благородничка с красиви ръце“ (La gentildonna dalle belle mani).
- Лукреция и Лоренцо са изобразени заедно на керамика[14]

## Лукреция Донати днес
- Споменава се в историческия роман „Флорентинецът“ на Жулиет Бенцони
- Споменава се в историческия роман „Палада и кентавърът“ от Линда Прауд
- Играе важна роля в романа на Катлийн Макгоуън The Poet Prince, който се върти около Лоренцо де Медичи. В книгата връзката между Лукреция и Лоренцо не остава платонична, а двойката тайно се жени.[15]
- Създаден през 19 век, „Портретът на Лукреция Донати“ е закупен от Музея „Виктория и Албърт“[16]
- Авторите на поредицата „Демоните на Да Винчи“ представят Лукреция Донати не само като любовница на Лоренцо де Медичи, но и като таен агент на Римската църква. Ролята ѝ се изпълнява от английската актриса Лора Хадък
- Италианско-британски драматичен телевизионен сериал „Медичите“ (2016 – 2019). Ролята на Лукреция се изпълнява от италианската актриса Алесандра Мастронарди.